# Larasong
Larasong è un brano della rockband italiana Litfiba, realizzato nel 2003 appositamente per la colonna sonora Italiana del videogioco Tomb Raider: The Angel of Darkness e pubblicato su singolo nello stesso anno.
L'uscita del singolo, inizialmente fissata il 25 ottobre 2002, è stata successivamente spostata il 24 gennaio 2003, a causa dello slittamento della data di uscita del gioco.
A tale canzone è legato il Lara Tour del 2003.

## Videoclip
La prima trasmissione del video risale al 22 febbraio 2003 su Video Italia, il 24 su VIVA (Rete A) e tempo dopo su MTV.

## Tracce
1. Larasong

## Formazione
- Gianluigi Cavallo - voce
- Ghigo Renzulli - chitarra
- Gianluca Venier - basso
- Gianmarco Colzi - batteria
- Antonio Aiazzi - tastiere